# Белдінг (Мічиган)
Белдінг (англ. Belding) — місто (англ. city) в США, в окрузі Айонія штату Мічиган. Населення — 5938 осіб (2020).

## Географія
Белдінг розташований за координатами 43°5′47″ пн. ш. 85°13′59″ зх. д. / 43.09639° пн. ш. 85.23306° зх. д. (43.096485, -85.233029).  За даними Бюро перепису населення США в 2010 році місто мало площу 12,70 км², з яких 12,23 км² — суходіл та 0,47 км² — водойми.

## Демографія
Згідно з переписом 2010 року, у місті мешкало 5757 осіб у 2161 домогосподарстві у складі 1473 родин. Густота населення становила 453 особи/км².  Було 2442 помешкання (192/км²).
Расовий склад населення:
| - 95,2 % — білих - 0,5 % — корінних американців - 0,5 % — азіатів - 0,3 % — чорних або афроамериканців - 0,1 % — вихідців з тихоокеанських островів - 1,6 % — осіб інших рас |

До двох чи більше рас належало 1,8 %. Частка іспаномовних становила 5,0 % від усіх жителів.
За віковим діапазоном населення розподілялося таким чином: 28,7 % — особи молодші 18 років, 58,6 % — особи у віці 18—64 років, 12,7 % — особи у віці 65 років та старші. Медіана віку мешканця становила 33,7 року. На 100 осіб жіночої статі у місті припадало 90,8 чоловіків;  на 100 жінок у віці від 18 років та старших — 85,3 чоловіків також старших 18 років.
Середній дохід на одне домашнє господарство  становив 45 680 доларів США (медіана — 34 778), а середній дохід на одну сім'ю — 55 632 долари (медіана — 48 654). За межею бідності перебувало 22,6 % осіб, у тому числі 27,7 % дітей у віці до 18 років та 14,8 % осіб у віці 65 років та старших.
Цивільне працевлаштоване населення становило 2374 особи. Основні галузі зайнятості: освіта, охорона здоров'я та соціальна допомога — 20,3 %, виробництво — 17,7 %, мистецтво, розваги та відпочинок — 14,4 %, роздрібна торгівля — 13,6 %.